# 아메리카 퍼너스트 홈 비디오: 동물 에디션
《아메리카 퍼니스트 홈 비디오: 동물 에디션》(영어: America's Funniest Home Videos: Animal Edtion, AFHVAE, AFVAE)는 냇지오 와일드의 클립 쇼 코메디 프로그램이다.

## 한국어판
- 알폰소 리베이로 : 이현
- 여자 내레이터 : 김보나
- 내레이터 : 윤용식
- 기타 출연진 : 신범식, 정혜원, 김도영, 김지율, 김가령, 이유리, 장성호, 정유정

## 우리말 연출
- 스튜디오 : CIC미디어
- 번역 : 김상훈
- 대사 연출 : 심정희
- 녹음 : 조현주
- 믹스 : 이성주
- 크리에이티브 슈퍼바이저 : 정윤서
- 한국어 제작 : Disney Character Voices International,Inc.
- 기획 : 월트디즈니컴퍼니코리아 유한책임회사